# بیدیل
latitudeبیدیلlongitudeبیدیل
بیدیل (به انگلیسی: Bedale) یک منطقهٔ مسکونی در انگلستان است که در یورکشایر و هامبر واقع شده‌است.

## خصوصیات
بیدیل ۴٬۵۳۰ نفر جمعیت دارد.